# Miroslav Kivoň
Miroslav Kivoň [miroslau kivoň] (* 12. června 1940) je bývalý slovenský fotbalový záložník a trenér. Bydlí v Považské Bystrici.

## Hráčská kariéra
Považskobystrický odchovanec hrál v československé lize za bratislavský Slovan, aniž by skóroval.

### Prvoligová bilance
| Ročník             | Zápasy | Góly | Minuty | Klub                 |
| ------------------ | ------ | ---- | ------ | -------------------- |
| I. liga 1958/59    | 1      | 0    | 26     | TJ Slovan Bratislava |
| CELKEM I. ČS. LIGA | 1      | 0    | 26     |                      |

## Trenérská kariéra
Po skončení hráčské kariéry se stal trenérem. Vedl mj. B-mužstvo Považské Bystrice.